# 이용훈 (야구인)
이용훈(李勇勳, 1977년 8월 24일 ~ )은 전 KBO 리그 롯데 자이언츠의 투수이자, 전 KBO 리그 창원 다이노스 투수코디네이터이다. 선수 시절 스핏볼 논란이 있었다.

## 선수 시절

### 삼성 라이온즈시절
경성대학교를 졸업하고 2000년에 입단했다. 데뷔 때 스윙맨으로 활동해 9승(8선발승) 7패, 2홀드, 5점대 평균자책점을 기록했다.

### SK 와이번스시절
2001년에 부진해 2002년에 6:2 트레이드됐다.

### 롯데 자이언츠시절
2003년 6월 10일에 김영수와 트레이드됐다.
2005년 4월 15일 두산 베어스전에서 개인 최다 탈삼진(13개)을 기록하며 그 해 탈삼진 부문 3위를 기록했다. 2006년 11월 14일 우측 어깨 관절경 수술을 받았고, 재활 후 2008년에는 팀의 5선발로 활동하다 중반기 후 불펜 투수로 활동했다.
2012년 6월 24일 LG전에서 7.1이닝까지 퍼펙트를 기록했지만 최동수에게 안타를 허용해 퍼펙트 게임이 무산됐다.
2012년 9월 6일 한화 이글스전에 선발 등판했으나 어깨 건초염 부상으로 강판돼 패전 투수가 됐다. 이후 재활군에 머무르다가 2014년 11월 16일에 은퇴를 선언했다.

## 야구선수 은퇴 후
2015년부터 롯데 자이언츠의 3군 재활코치로 활동했다.

## 트리비아
- 2000년에 데뷔 후 2008년까지 쭉 34번을 등번호로 달고 있다가 2008년에 태어난 아들의 생일이 2월 22일인 것을 본따 2009년 시즌 직전에 22번으로 등번호를 바꿨다.
- 그의 이름(한자)과 아들의 이름을 직접 지었다.[6]

## 에피소드
- 2010년 5월 13일 당시 SK 와이번스의 내야수였던 정근우에게 빈볼을 던져 등을 맞힌 뒤 주심에게 퇴장 명령을 받았다. 경기 직후 그는 빈볼이 아니라 제구가 안 된 것이라고 해명했다. 이후 KBO는 5월 17일 오전 상벌위원회를 열고, 그에게 제재금 200만원과 32시간의 사회봉사(유소년 야구 봉사 활동)를 명령했다. 당시 총재였던 유영구는 "2010년은 그라운드에서 약물과 폭력을 퇴출시키는 클린 베이스볼 정착의 원년"이라며 "선수들 간의 동업자 정신에 위배되는 여타 행위를 근절하는데 8개 구단이 함께 노력해야 한다"고 밝혔다.
- 2011년 9월 17일 한화와의 2군 경기에서 단 한 개의 출루도 허용하지 않고 9이닝 10탈삼진, 총 투구수 111개로 완봉승을 거두며 KBO 리그 1군과 2군을 통틀어 최초의 퍼펙트 게임을 기록했다. 이 게임 전까지 별 활약을 보여주지 못했던 그는 이 날을 계기로 부활의 발판을 마련했다. 이 퍼펙트 게임으로 2011년에 프로 야구 특별상을 수상했고[7], 2011년에 퓨처스 리그 남부리그 평균자책점 1위를 기록했다.

## 출신 학교
- 동삼초등학교
- 경남중학교
- 부산공업고등학교
- 경성대학교

## 통산 기록
| 년도 | 팀     | 평균자책 | 경기수 | 승 | 패 | 세 | 홀드 | 완투 | 완봉 | 이닝    | 피안타 | 피홈런 | 4사구 | 탈삼진 | 실점 | 자책점 | 특이사항                                   |
| ---- | ------ | -------- | ------ | -- | -- | -- | ---- | ---- | ---- | ------- | ------ | ------ | ----- | ------ | ---- | ------ | ------------------------------------------ |
| 2000 | 삼성   | 5.63     | 33     | 9  | 7  | 0  | 2    | 0    | 0    | 139     | 146    | 22     | 83    | 112    | 88   | 87     |                                            |
| 2001 | 삼성   | 5.53     | 21     | 4  | 4  | 0  | 0    | 0    | 0    | 71 2/3  | 86     | 9      | 35    | 45     | 53   | 44     |                                            |
| 2002 | SK     | 8.64     | 17     | 2  | 3  | 0  | 0    | 0    | 0    | 41 2/3  | 51     | 11     | 25    | 46     | 41   | 40     |                                            |
| 2003 | 롯데   | 11.08    | 8      | 0  | 1  | 0  | 0    | 0    | 0    | 13      | 25     | 5      | 16    | 9      | 17   | 16     |                                            |
| 2004 | 롯데   | 4.01     | 15     | 1  | 3  | 0  | 0    | 1    | 0    | 33 2/3  | 28     | 1      | 14    | 36     | 17   | 15     |                                            |
| 2005 | 롯데   | 5.01     | 22     | 7  | 9  | 1  | 0    | 0    | 0    | 106     | 94     | 12     | 51    | 106    | 63   | 59     |                                            |
| 2008 | 롯데   | 4.09     | 21     | 6  | 7  | 0  | 1    | 0    | 0    | 99      | 117    | 2      | 43    | 60     | 47   | 45     |                                            |
| 2009 | 롯데   | 6.30     | 17     | 5  | 7  | 0  | 0    | 0    | 0    | 80      | 91     | 13     | 53    | 35     | 60   | 56     |                                            |
| 2010 | 롯데   | 8.27     | 7      | 0  | 2  | 0  | 0    | 0    | 0    | 16 1/3  | 27     | 3      | 5     | 8      | 15   | 15     |                                            |
| 2011 | 롯데   | 11.25    | 4      | 0  | 1  | 0  | 0    | 0    | 0    | 4       | 9      | 0      | 0     | 1      | 5    | 5      | 퓨처스 리그에서 국내 최초 퍼펙트 게임 달성 |
| 2012 | 롯데   | 3.01     | 25     | 8  | 5  | 1  | 1    | 0    | 0    | 101 2/3 | 102    | 4      | 28    | 57     | 44   | 34     |                                            |
| 통산 | 11시즌 | 5.30     | 190    | 42 | 49 | 2  | 4    | 1    | 0    | 706     | 776    | 82     | 53    | 515    | 450  | 416    |                                            |